# 基尔·斯塔默的政治立场
基尔·斯塔默自2024年起担任英国首相，自2020年起担任工党领袖，其政治立场频繁变化，人们对其政治理念的看法也众说纷纭。
在杰里米·科尔宾领导工党期间，斯塔默采取软左翼的政治立场，并将自己的政治理念描述为“红绿”（意指结合社会主义和环境保护主义）。在1980年代—1990年代，斯塔默还曾为《社会主义替代》和《社会主义律师》撰稿。在2020年代，他有时认同社会主义者的身份，有时则否认。斯塔默在2020年通过一项左翼纲领赢得领袖选举，接替科尔宾，承诺维持许多前任的经济政策，同时致力于解决党内反犹太主义的问题。作为反对党领袖期间，斯塔默逐步使工党的路线向中间靠拢。一些评论人士形容斯塔默的作风具有威权倾向，而工党内部的左翼批评者则指责他在任内清洗党内异见分子。
尽管外界对斯塔默的政治理念甚至是否存在明确理念本身都未有共识，但“斯塔默主义”这个新词已被提出，其支持者也被称为“斯塔默派”。在赢得大选之前，斯塔默常被拿来与托尼·布莱尔领导时期和“新工党”作比较，因此被冠以“新新工党”的称号，因其将工党进一步推向中间立场；不过，观察人士也指出他与布莱尔和新工党之间存在明显差异。

## 斯塔默主义
到目前為止，英國學術界及新聞界都未有共識，以如何界定施紀賢的政治理念及哲學。部份政治評論者認為，施紀賢是布莱尔主义的拥护者，因為他在2024年大選帶領工黨重回中間路線的作風，猶如前黨魁貝理雅在90年代發展新工黨的軌跡一樣。然而，有評論者亦認為除了反對民粹主義，他並未有一套清晰的政治立場。在工黨黨內，有人則認為施紀賢其實是偏向支持社會主義而非新工黨的第三路線，因為他亦曾經主張涉及反新自由主義的政策。
《獨立報》的一篇社論形容施紀賢本身是一位務實主義者，強調在經濟效率及社會公義之間取得平衡，一切按照事實和實證辦事而不擁護任何政治哲學。大衛·弗羅斯特在《每日電訊報》的評論形容，施紀賢的作風猶如精英主義及威權主義者，並最後亦是擁戴社會主義。
2023年4月，施紀賢在接受《經濟學人》訪問時，闡述「斯塔默主义」的理念，並歸納為兩大核心方向：
1. 以五大任務作為施政基礎：為解決英國政府短視近利（英语：Short-termism）、低效率及過度集權，政府會以五大核心目標（經濟增長、國民保健署改革、減碳排放、打擊罪案、改善教育）及其他政策目標為依歸，在兩屆任期內貫徹執行；政府亦會積極與不同持分者合作和協調，實現該等目標。
2. 奉行「現代供給面學派」：透過提升勞動市場參與率、縮小貧富差距、擴展技能培訓、減輕英國脫歐的影響、簡化建築規劃程序等措施，擴大英國的生產能力（英语：Productive capacity）並促進長遠經濟增長。

### 社會主義傾向
斯塔默在1980年代和1990年代曾为《社会主义替代》和《社会主义律师》杂志撰写文章 。他曾表示：“卡尔·马克思当然是对的”，认为只通过争论基本权利实现社会变革是不可能的。
斯塔默的律师同事加文·米勒将他的立场描述为“红绿”，斯塔默表示同意。2020年1月的一次采访中，斯塔默将自己描述为一名社会主义者，并在同月《卫报》的一篇评论文章中表示，他倡导社会主义是出于“解决不平等和不公正问题的强烈愿望”。
在2021年12月接受《i》采访时，斯塔默转变立场，拒绝将自己描述为社会主义者，决定采取中间主义路线，以应对下一次英国大选。
2022年，斯塔默表示他将不再履行他在2020年党魁竞选中做出的十项社会主义承诺。

## 憲制改革
施紀賢曾經多次強調改革公共機構的重要性，而非依賴加稅和增加政府支出。他支持在英格蘭推行進一步的權力下放，賦予聯合管理局及地方政府更多市政權力。
在競選黨魁時，施紀賢曾建議以民選的第二個議會取代上議院；在2024年大選，他承諾建立一個「更具代表性」的國會上議院及撤銷世襲貴族議席。在其他構成國的事宜上，他曾經反对苏格兰独立及舉行第二次獨立公投；他也反对爱尔兰统一，並表示會「堅決站在聯合派一方」。

## 公共服務

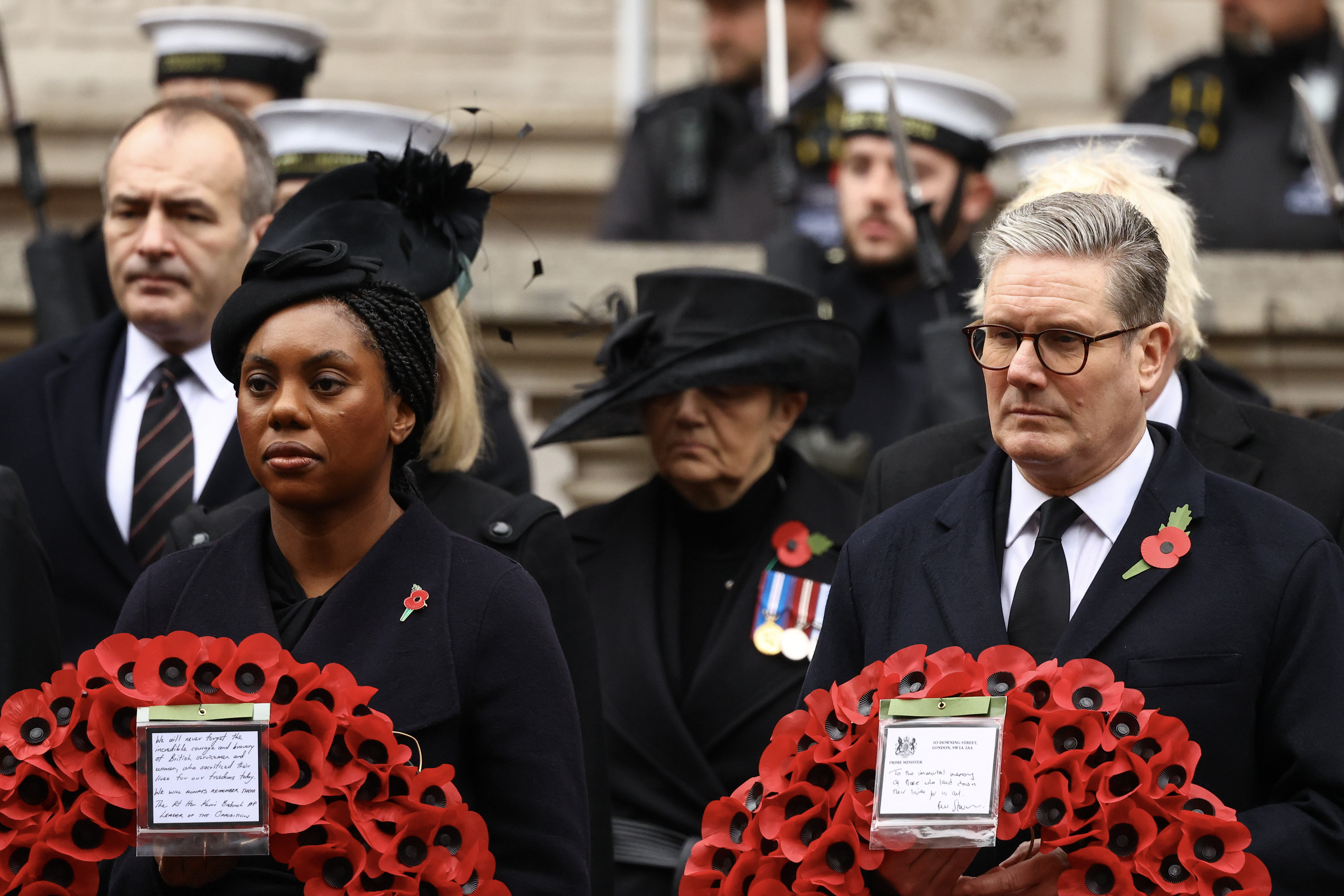
首相施紀賢和反對黨領袖凱米·巴德諾赫，摄於2024年11月10日的國殤紀念日

2020年工黨黨魁競選期間，他支持公有制和对公共服务作投资（如國民保健署）以及取消大学学费。他呼吁为收入最高的5%的人增加所得税，并结束企业避税行为。他主张扭转保守党削减公司税的做法，支持工党在杰里米·科尔宾領導下提出的反紧缩提案。
2020年党魁选举中，他承诺将铁路、邮政、水和能源重新收归国有，但在2022年7月放弃这一承诺。

## 經濟政策
自2022年起，施紀賢的影子財政大臣李韻晴表示會奉行「現代供給面學派」，側重於增建基礎設施、改善教育及勞動力供應，並拒絕透過減稅和放寬監管來促進經濟增長。2023年，她創造了「安全經濟學」一詞，以形容透過鞏固供應鏈、增加工就業保障及創造穩定的商業環境，並促進公私營合作，實現經濟發展的政策。2024年，她就任財政大臣後表示，英國政府財政緊縮，因此她的重點將放在「釋放」私人投資，認為「私人投資是成功經濟的命脈」。
施紀賢亦致函英國各監管機構，敦促各機構提出改革方案以促進經濟增長。他強調在尊重監管機構獨立性的同時，應共同創建一個「促進增長及投資」的監管環境。

## 國防政策

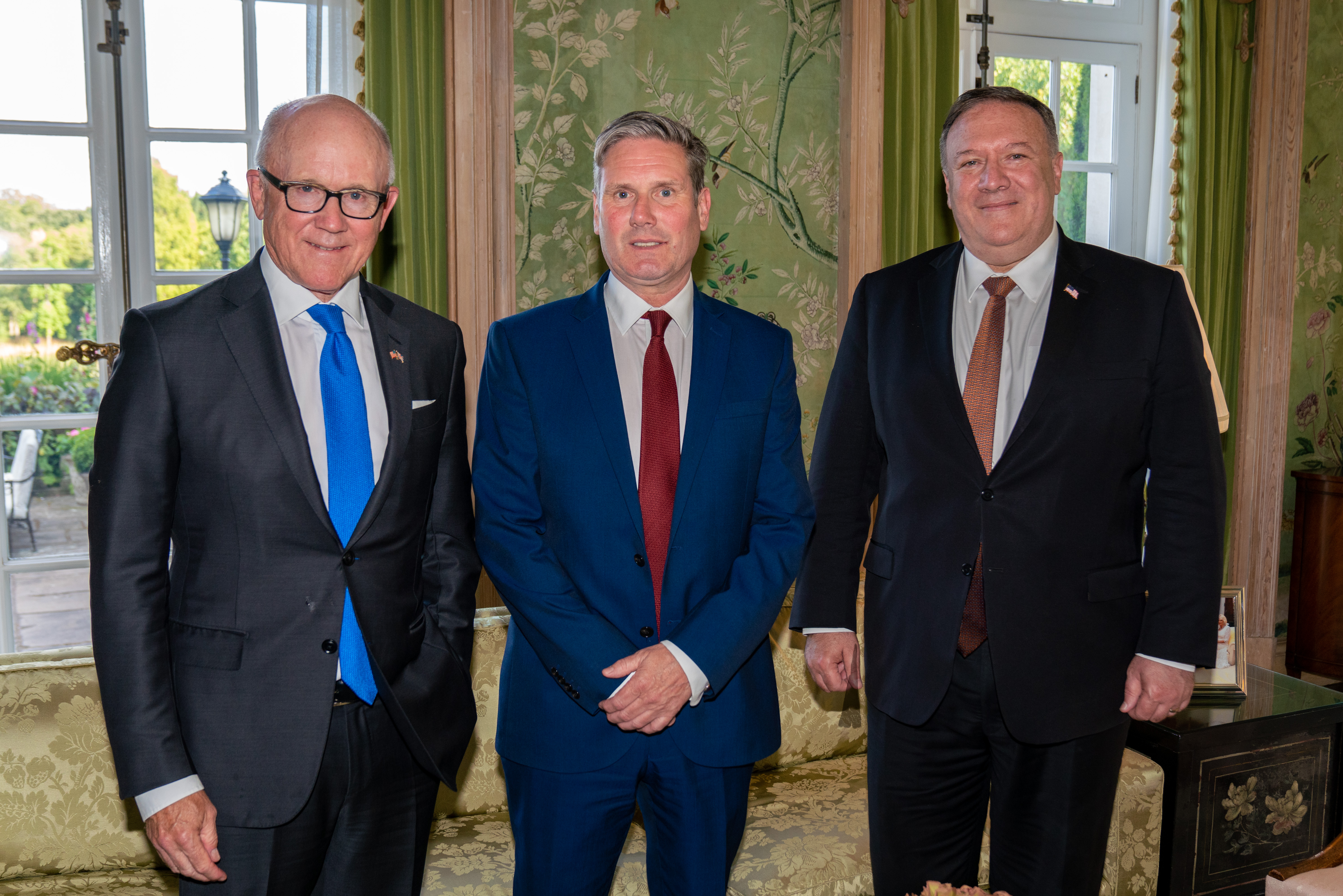
2020年，斯塔默会见特朗普政府的美国国务卿邁克·蓬佩奧（右）和美国驻英国大使伍迪·约翰逊（左）。

斯塔默主张结束“非法战争”并审查英国的武器出口。他在競逐黨魁一職時，承诺會制定《防止軍事干預法令》，该法只允许在下议院的支持下采取合法的军事行动。
但他不认同杰里米·科尔宾对北约的批评，认为英國应当坚定站在北约一方，如支持乌克兰、对俄罗斯进行经济制裁，同时批评停战联盟，认为他们说好听点是太天真，不好听点就是支持“独裁者”。
斯塔默支持维持英国的核武库作为核威慑力量，并支持三叉戟导弹升級；他也支持冷战后英国逐步减少核储备的总体政策。

## 外交事務

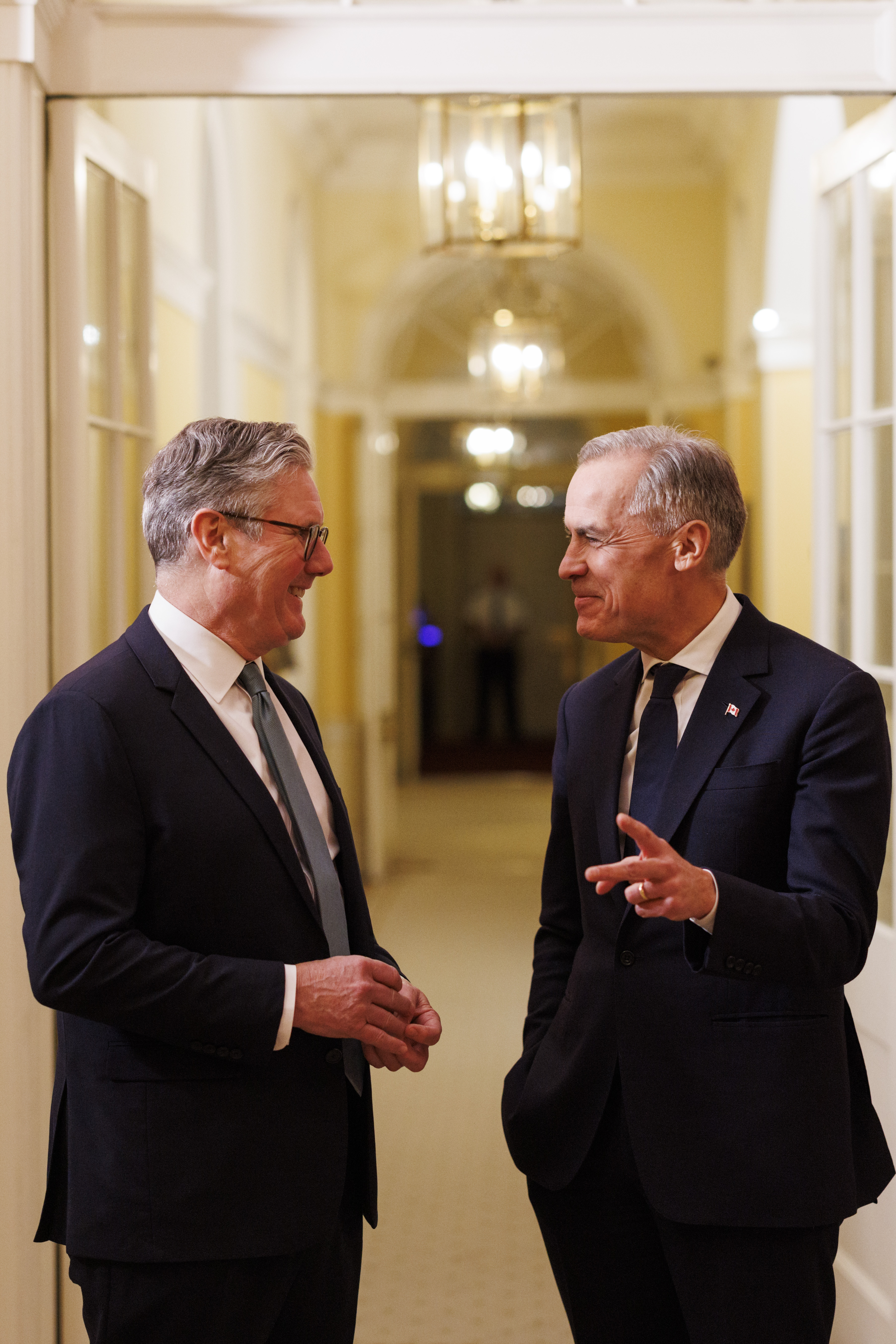
加拿大總理卡尼與英國首相施凱爾於唐寧街10號舉行雙邊會談。

### 歐洲聯盟
施紀賢是一位留歐支持者，並積極支持舉行第二次公投。他上任黨魁後及拜相期間，主張英國不應重返歐盟或歐洲單一市場，反而應尋求「重置」英國與歐盟關係，在防衛、經濟等領域上加強合作與溝通。

### 中華人民共和國
施紀賢上任首相後，表示在處理對華關係時應採取「在能合作的事務上合作，在需要競爭的事務上競爭，在必須挑戰的事務上挑戰」。
施紀賢與中國國家主席習近平通電話時，表示他盼望英國可以與中國建立穩定一致的關係，並在多個領域上進行公開、坦誠和誠實的討論。後期，他亦在二十國集團論壇中期間會見習近平，並強調建立「強有力的英中關係」對兩國的重要性；他多番向記者強調要掌握中英兩國經濟及貿易的契機，但拒絕親自譴責香港47人案判刑及黎智英案。